# 布吕塞
布吕塞（法語：Brussey，法語發音：[bʁysɛ]）是法国上索恩省的一个市镇，属于沃苏勒区。

## 地理
布吕塞（47°18'1"N, 5°48'37"E）面积7.27 平方千米，位于法国勃艮第-弗朗什-孔泰大區上索恩省，该省份为法国东部内陆省份，北起顺时针与孚日省、贝尔福地区省、杜省、汝拉省、科多尔省和上马恩省接壤。
与布吕塞接壤的市镇（或旧市镇、城区）包括：阿夫里涅-维雷、奥尼翁河畔舍维涅、吕费堡、博莫特莱潘、马尔奈。

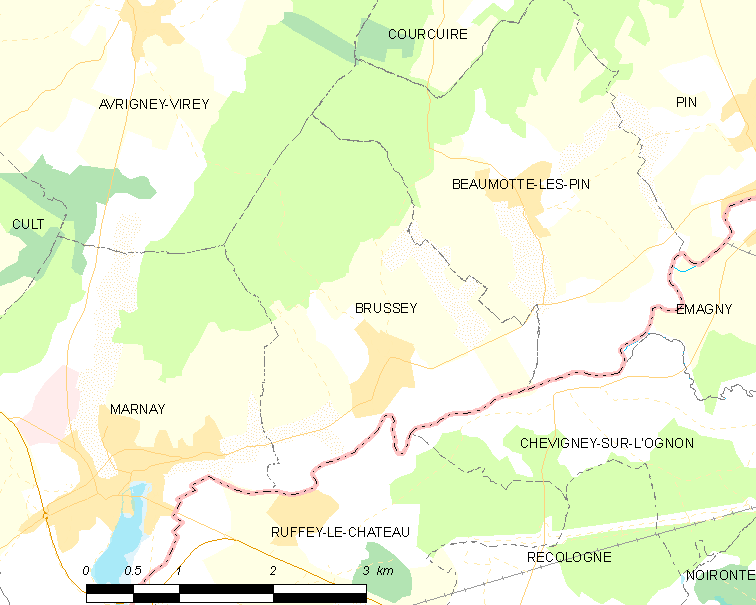
布吕塞的OSM定位图

布吕塞的时区为UTC+01:00、UTC+02:00（夏令时）。

## 行政
布吕塞的邮政编码为70150，INSEE市镇编码为70102。

## 政治
布吕塞所属的省级选区为马尔奈县。

## 人口

1962-2008年间布吕塞人口变化图示

布吕塞于2022年1月1日时的人口数量为286人。